# 晶算師
精算師或門塔特是法蘭克·赫伯特所著的《沙丘》故事中的一種職業。
這種職業是將訓練人類去模擬電腦，將心智鍛鍊出極端的認知與分析能力。
在小說中，人類經歷了與思想機器的大戰後，門塔特逐漸被發展出來替代電腦運算。
數千年來，門塔特被視作邏輯與理性的化身。
在電腦遊戲《異塵餘生》中，「門塔特」是一種能增強心智能力的藥物，但有上癮的風險。